# Berberis oblanceifolia
Berberis oblanceifolia är en berberisväxtart som beskrevs av C.M. Hu. Berberis oblanceifolia ingår i släktet berberisar, och familjen berberisväxter. Inga underarter finns listade i Catalogue of Life.